# 大久保利春
大久保利春（日语：大久保 利春/おおくぼ としはる，1914年1月20日—1991年11月30日），日本企业家。

## 生平
1914年出生于日本东京都，是大久保利通的孙子，1938年毕业于东北大学 (日本)，之后进入三和银行。1976年曝光的洛克希德事件参与其中。